# Rexy
Rexy (también conocida como Roberta) es una Tiranosaurio rex  ficticia que aparece en la franquicia de Jurassic Park y actúa como un antagonista principal en el Jurassic Park original que se convirtió en una antiheroína al final de la película, una protagonista secundaria en Jurassic World, un personaje secundario en Jurassic World: Fallen Kingdom, una antagonista menor en la segunda y tercera temporada de la serie de televisión de Netflix Jurassic World: Camp Cretaceous, y el principal dinosaurio protagonista de Jurassic World Dominion.

## Fondo ficticio

### El Prólogo
Hace 65 millones de años, en el período Cretácico, un Tyrannosaurus rex se encontró cara a cara con un Giganotosaurus. Se batieron en duelo, pero finalmente el Giganotosaurus salió victorioso. Cuando el tiranosaurio murió, un mosquito picó al dinosaurio, dejando el ADN del depredador prehistórico para que InGen lo encuentre en el futuro. InGen usaría el material genético que se encuentra dentro del mosquito para clonar la especie de nuevo.

### Jurassic Park
Rexy nació en 1988 dentro del complejo de InGen de Isla Nublar, donde pasó el primer año de su vida dentro del laboratorio siendo atendida por sus trabajadores antes de ser transportada a su recinto para vivir como una atracción para Parque Jurásico de InGen.
Cuando el equipo de inspección formado por el paleontólogo de vertebrados Dr. Alan Grant, la paleobotánica Dra. Ellie Sattler, el experto en caos Dr. Ian Malcolm, el abogado Donald Gennaro y los nietos de John Hammond, Lex y Tim Murphy, hicieron un recorrido por Jurassic Park, inicialmente Rexy era visible dentro de su recinto. Aunque el técnico en computación Ray Arnold intentó atraerla a la cerca de su recinto tentándola con una cabra, Rexy se negó a responder la llamada. Alan, al observar esto, supuso que era porque ella quería cazar a su presa en lugar de que se la ofrecieran.
Más tarde esa noche, una tormenta tropical obligó a cambiar el tour en algún momento después de que el grupo visitara el recinto del Triceratops. Durante este tiempo, Dennis Nedry cortó toda la electricidad del parque, lo que provocó que los vehículos Ford Explorer Tour se apagaran frente al recinto del Tyrannosaurus con su cerca electrificada en el mismo estado. En este punto, Rexy se reveló a los visitantes al comerse la cabra dejada por la cerca como carnada, probablemente el hambre eclipsó su orgullo, y luego tocó la cerca eléctrica para ver si su recinto todavía estaba electrificado. Gennaro, al ver que la cerca estaba deshabilitada, dejó su Explorer y corrió a la cabaña de baños cercana para esconderse. En ese momento, Rexy se acercó a la cerca dañada y la destrozó con los dientes antes de salir a la carretera y rugir triunfalmente. Después de explorar e investigar a los Explorers, su atención fue captada por la luz emitida por una linterna que Lex había encendido en el Explorer delantero. Sin darse cuenta de que la fuente de luz estaba dentro del Explorer, caminó directamente hacia la puerta principal y miró hacia la jungla frente al Explorer. No fue hasta que Tim cerró de golpe la puerta abierta al lado del carnívoro que ella descubrió la fuente de la luz.
Ahora segura de que la luz provenía del interior del Explorer y que había objetos interesantes dentro, Rexy se dispuso a atacar el misterioso vehículo que tenía delante, buscando una manera de llegar a Lex y Tim para comérselos. Después de no poder llegar a ellos a través de la claraboya del Explorer, volcó el auto y procedió a destrozar el tren de aterrizaje y la llanta trasera derecha mientras la aplastaba bajo su enorme pie. Gracias a los heroicos esfuerzos de Alan e Ian, Rexy se distrajo brevemente. Siguió a Ian mientras él huía hacia el Tyrannosaur Paddock Bathroom, donde hirió al matemático arrojándolo por los aires justo cuando su cabeza atravesaba la puerta, causando que Ian quedara enterrado entre los escombros cuando el refugio se derrumbó. La destrucción del edificio reveló al acobardado Gennaro, a quien procedió a devorar mientras Alan rescataba a los niños dentro del auto. Sin embargo, al poco tiempo, Rexy regresó y empujó el vehículo por el acantilado mientras Tim todavía estaba adentro y empujaba a Lex y Alan por el borde con el auto, aunque los tres sobrevivieron.
Como Robert Muldoon y Ellie estaban en Tyrannosaur Paddock investigando el paradero de los supervivientes y habían encontrado a Ian. Durante la búsqueda, Muldoon y Ellie escucharon a Rexy rugir varias veces, cada una sonando más cerca que la anterior, y justo antes de su emboscada, Ian escuchó sus pasos. Rexy atacó de repente, sin previo aviso, atravesando una línea de árboles donde comenzó a perseguirlos a través de un corredor bordeado de árboles. Después de una persecución muy cercana, no logró atraparlos y finalmente se rindió, dejando que el trío escapara al Centro de Visitantes.
Al día siguiente, durante el viaje continuo de Alan, Tim y Lex al Centro de visitantes, se encontraron en el Recinto de Gallimimus, donde fueron testigos de una manada de Gallimimus en estampida. Corrieron junto a los dinosaurios por un momento antes de esconderse detrás de un tronco caído y observaron cómo Rexy emboscaba repentinamente a la manada, que salió rugiendo de los arbustos en su camino, tropezando con un Gallimimus . Este individuo trató de huir, pero fue demasiado lento para reaccionar, y Rexy se abalanzó sobre él, atrapando al dinosaurio en sus fauces antes de proceder a sacudir al animal más pequeño hasta matarlo. Alan, Lex y Tim observaron con asombro cómo el depredador comenzaba a darse un festín con el cadáver. Lex le rogó a Alan que se fueran, a lo que Alan accedió. Sin embargo, Tim continuó mirando fascinado y, por lo tanto, Alan tuvo que llevárselo a la fuerza. Nunca consumió por completo este Gallimimus y sus restos aún estaban presentes en el lugar donde había muerto el 6 de octubre de 2002, casi una década después.
Más tarde, el T.Rex se dirigió al Centro de visitantes, ingresó al vestíbulo por el lado incompleto y agarró un Velociraptor en el aire tal como estaba para abalanzarse sobre Alan, Ellie, Tim y Lex, luego lo aplastó en sus mandíbulas. . Usando la distracción que ella proporcionó, los humanos huyeron. Mientras tanto, el rapaz alfa, el Grande, se abalanzó sobre ella. Rexy le gritó pero no pudo alcanzarla mientras el raptor continuaba desgarrando y desgarrando locamente. Girando la cabeza, Big One cayó en su boca donde murió y luego fue arrojada contra el esqueleto del tiranosaurio, derribándolo con un estrépito. Habiendo conquistado a su presa, Rexy dejó escapar un poderoso bramido de triunfo cuando la pancarta "Cuando los dinosaurios gobernaron la Tierra" cayó al suelo.
A raíz del incidente, Rexy se volvió loca y vivió en Isla Nublar durante aproximadamente una década, ahuyentando a herbívoros como Gallimimus, Parasaurolophus, rebaños de cabras abandonados y carroña (en particular, el cadáver de un Triceratops que había muerto antes), además de intentar cazar al Brachiosaurus . Durante este tiempo, también había desarrollado un caso particularmente grave de dientes irregulares.

### Jurassic World
Según la puerta trasera de Masrani, durante la construcción de Jurassic World, Vic Hoskins y su equipo de soldados de la División de Seguridad de InGen se encontraron con Rexy el 19 de abril de 2001.
Algún tiempo después o durante el encuentro con InGen Security, Rexy fue capturada y puesta de nuevo en cautiverio donde vivía en la atracción T. rex Kingdom del parque de dinosaurios. Todavía la alimentaban con cabras como antes, pero para sacarla, se lanzaba una bengala para llamar su atención. Sirvió como una de las atracciones más populares, particularmente a la hora de comer, y aparentemente estaba bastante contenta con su vida en cautiverio.
Rexy se quedó principalmente en su prado durante la mayor parte del incidente hasta que Claire Dearing le dijo a Lowery Cruthers que abriera la puerta de su recinto y la dejara salir después de que el sobrino de Claire, Gray Mitchell, le dijera que se necesitaba otro dinosaurio para ayudar a matar al Indominus Rex. Usando una bengala, Claire la guio hacia el Indominus y arrojó la bengala al híbrido. Chocando contra el esqueleto de Spinosaurus montado en Main Street, Rexy desafió al I. rex con un bramido todopoderoso, sin saber exactamente qué era esta nueva criatura, pero identificándola como una amenaza. Cuando el híbrido se negó a retroceder o mostró signos de retirada, la lucha había comenzado.
Inicialmente, Rexy tenía la ventaja, dando varios mordiscos en el cuello del I. rex, pero ella estaba luchando desde un punto de vista territorial mientras el híbrido apuntaba a matar y las tornas cambiaron rápidamente, con Rexy siendo arrojado contra Jurassic Traders Outpost, destruyéndolo en el proceso y casi matando a Owen Grady, Gray y Zach Mitchell.
Sin embargo, antes de que el Indominus pudiera matarla, Blue, el Velociraptor superviviente, intervino lanzándose sobre el I. rex, dándole tiempo a Rexy para levantarse del suelo. Ahora luchando para matar, con Blue agarrado al híbrido, Roberta agarró el Indominus arrastrándola y golpeando su cuerpo contra los edificios cercanos de Main Street. En un momento, Blue cabalgó sobre su espalda mientras estrellaba el I. rex contra uno de los edificios. Finalmente, arrojó al híbrido cerca del borde de la laguna de Jurassic World, donde el Mosasaurus que residía allí saltó del agua para atrapar al I. rex y arrastrarlo bajo el agua, ahogando al híbrido. Después de la pelea, Rexy y Blue se miraron por un breve momento. A pesar de una animosidad anterior y un encuentro hostil con las aves rapaces, Rexy decidió perdonar a Blue porque está demasiado herida y exhausta y/o porque no la ve como una amenaza. De cualquier manera, Rexy se alejó cojeando para recuperarse de las heridas que sufrió en la pelea.
Después del incidente, Rexy caminó hacia el helipuerto del Centro de Control y observó el parque en ruinas que se había quedado vacío de personas, calentándose las heridas bajo el sol naciente antes de dejar escapar un rugido, reclamando la isla como suya y de los otros dinosaurios. ' una vez más.

### Jurassic World: Campamento Cretácico
En Mayo de 2015, los miembros varados del Campamento Cretácico encontraron a Rexy mientras cazaba un Corythosaurio. Ella mató con éxito al herbívoro, arrastrándolo para alimentarlo.
Ella construyó un nido con árboles, rocas y huesos de animales (incluido el esqueleto de Spinosaurus ) en su recinto, el T. rex Kingdom que, junto con Main Street, reclamó como su territorio. Lo que también tenía en su territorio era el faro que los niños querían usar para pedir ayuda. Hasta qué punto y con qué propósito se desconocía. Después de un encuentro con Sammy Gutiérrez, casi mata a Kenji Kon y Darius Bowman, pero una grabación de voz y un recorte de cartón de Brooklynn la atrajeron, lo que permitió a Darius y Kenji activar la baliza.
Más tarde, Mitch y Tiff fueron conducidos por Sammy y Darius a Main Street, donde Rexy los atacó a los dos, siendo electrocutada repetidamente en la cara por los cazadores antes de retirarse, después de lo cual ella se liberó del edificio en el que se había quedado atrapada sin querer. Luego dirigió su atención a los niños, persiguiéndolos hasta que Brooklynn usó un holograma del Centro de Innovación de un tiranosaurio para distraerla. Sin embargo, Rexy finalmente se dio cuenta de que era un truco cuando el holograma falla y se aleja.
Se la vio persiguiendo una manada de dinosaurios, atacando a un Sinoceratops y a los campistas. Finalmente devoró a Mitch, quien quedó atrapado en su propia trampa y fue abandonado por Tiffany.
Ella aparece en el muelle y ataca el helicóptero que contiene un mercenario, Kenji, Ben y Sammy en junio. A pesar de morder el helicóptero, el mercenario logra escapar y volar el helicóptero. Rexy luego mata al mercenario Hansen en el muelle y persigue a Darius, Brooklynn y Yasmina. Ella encuentra a Yaz escondida y comienza a perseguirla. Casi se come a Yasmina, pero se detiene cuando Darius y Brooklynn le tiran piedras. Ahora comienza a perseguir a Darius y Brooklynn. Ella los persigue hacia algunos árboles y trata de comérselos. Sin embargo, cuando escucha una voz proveniente de Main Street, se va a investigar.

### Jurassic World: El Reino Caído
Un grupo de mercenarios estaba en Isla Nublar para recuperar una muestra de hueso de los restos del I. rex en el fondo de la laguna del parque, que también albergaba a su Mosasaurus sobreviviente. Mientras se preparaban para recoger a uno de sus hombres, Rexy ingresó a su campamento ubicado en las ruinas de Main Street y procedió a perseguirlo, pisando la tableta que controlaba la puerta que conectaba la laguna con el océano en el proceso. Ella persiguió al hombre hasta el borde de la laguna, pero él escapó subiéndose a la escalera del helicóptero. A pesar de agarrar la escalera con las mandíbulas y usar su fuerza para atraer a su presa potencial hacia ella, los mercenarios escaparon y Rexy se quedó rugiendo en la noche. La tableta que pisó evitó que las puertas de la laguna se cerraran por completo, lo que permitió que el Mosasaurus escapara al océano abierto.
Para junio de 2018, Rexy todavía deambulaba por el área de Isla Nublar, cazando herbívoros y carnívoros en ese momento. Como se mostró en Blue VR, Rexy entró en la nube de humo en Baryonyx  rugiendo al depredador e intentando intimidar.  El Baryonyx cargó primero, pero Rexy simplemente usa su cabeza para golpear al Baryonyx contra una gran roca, lo que hace que el espinosáurido rompa los huesos de manera audible, matándolo efectivamente.Luego el sonido del helicóptero distrajo a Rexy. Cuando pasan dos helicópteros más, ella abandona la escena, dejando atrás al Baryonyx 
Durante la destrucción de la isla por la erupción del monte Sibo, Owen y su grupo se encontraron con ella nuevamente, después de que sin darse cuenta los salvó de un Carnotaurus que los atacaba, sometiendo fatalmente al toro carnívoro. Más tarde dejó atrás al Carnotaurus muerto cuando el volcán entró en erupción, y la onda expansiva de la erupción la obligó a huir de la escena, seguida por los otros dinosaurios que causaron una estampida. Después de que Owen ayudó a Claire y Franklin a escapar de su girosfera que se hundía y llegaron a la orilla, vieron un helicóptero que la transportaba gracias a los esfuerzos de otro equipo de mercenarios dirigido por Ken Wheatley, lo que demuestra que la afirmación de Eli Mills de salvar a los dinosaurios era parcialmente cierta. Ella y los otros dinosaurios los cargaron en su barco de carga, el Arcadia, y los llevaron a Lockwood Manor mientras Isla Nublar ardía.
Algún tiempo después, Owen y Claire encontraron a Rexy sedada en un camión, donde necesitaban obtener un poco de su sangre para una transfusión para Blue, a quien uno de los mercenarios de Wheatley le había disparado hace un tiempo. Cuando obtuvieron algo de su sangre, Claire montó en la espalda del terópodo mientras intentaba entregarle la bolsa de sangre a Owen. Después de ser encerrado por uno de los mercenarios, Owen miró a los ojos de Rexy mientras se despertaba de su sedación. Al encontrarse en un espacio cerrado con gente a su alrededor, comenzó a entrar en pánico y a liberarse de sus ataduras, y Owen se vio obligado a saltar entre sus mandíbulas para salir del camión.
Más tarde, Rexy fue atraída a su celda ubicada debajo de la finca Lockwood con una cabra para prepararla para ser vendida a compradores adinerados en una subasta organizada por Eli Mills y Gunnar Eversol.
Sin embargo, se liberó algo de gas venenoso en la celda de detención durante la pelea de Blue con algunos mercenarios, amenazando con matar a los dinosaurios una vez más. Rexy finalmente fue liberado junto con los otros dinosaurios cuando Claire abrió todas las puertas de las celdas y Maisie, que acababa de perder a su abuelo y se enteró de su verdadero origen, abrió la puerta que los liberó a todos y permitió que Roberta escapara de la mansión. Sin embargo, antes de que ella abandonara las instalaciones, el terópodo atrapó y se comió a Mills después de asustar a un Carnotaurus solitario que había intentado unirse al festín. Acabando con lo poco que quedaba de Mills, rugió triunfalmente antes de hacer caer uno de sus enormes pies sobre el único fragmento de hueso y muestra de ADN sobreviviente del I. rex mientras pisaba fuerte en el bosque, aplastándolo en pedazos y con él cualquier posibilidad de otro. híbridos que se crean. Después de que ella escapó, Rexy irrumpió en un zoológico y le rugió a un león macho, quien se mantuvo firme rugiendo enojado hacia ella.

### Jurassic World: Dominion
En el prólogo, se ve a Rexy corriendo desde un helicóptero intentando tranquilizarla. Se encuentra en un autocine donde voltea autos y atraviesa la pantalla del cine cuando el helicóptero la encuentra nuevamente. Le disparan un dardo tranquilizante, pero falla y golpea un Chrysler Sebring en su lugar (principalmente gracias a que el conductor casi golpea a Rexy), rompiendo el parabrisas sin dañar a los pasajeros que están dentro. Rexy evade el helicóptero nuevamente y escapa de regreso al desierto.
En algún momento, Roberta fue filmada atacando a un apatosaurio . Sin embargo, se sintió repelida cuando el saurópodo la golpeó con la cola.
El 21 de enero de 2022, se encontró con Blue y la esquiadora Michaela Shiffrin y los asustó y los sacó de su territorio.
Después de tres años de ser perseguida por el Departamento de Pesca y Vida Silvestre, finalmente fue capturada y transportada al santuario de Biosyn en junio de 2022, donde disputa territorio con otro depredador ápice, el mismo dinosaurio que mató a su antepasado hace 65 millones de años, el Giganotosaurio . Cuando compiten por matar a un ciervo, se la muestra retirándose rápidamente.
Cuando Lewis Dodgson quema las langostas gigantes para encubrir la evidencia, cuando los insectos estaban en llamas, el laboratorio estalló y esto provocó un incendio forestal en el santuario. A todos los animales se les ordenó a través de un implante cerebral que se cubrieran en la instalación. Allí, Rexy y el Giganotosaurus entraron en conflicto. Aunque al principio parecían relativamente iguales, Roberta inmediatamente es dominada y queda inconsciente, pero Alan Grant, Ellie Sattler e Ian Malcolm intentan distraer al depredador más grande en un esfuerzo por salvar a sus amigos que están a punto de ser aplastados bajo una tubería. siendo empujada por su peso. Finalmente, Kayla Watts dispara una bengala que aterriza junto al Therizinosaurus, distrayendo al Giganotosaurus y dándole al dinosaurio mayor tiempo suficiente para recuperarse. Más tarde, Rexy une fuerzas con el Therizinosaurus para derrotar al depredador más grande y fuerte, empujándolo hacia las enormes garras del herbívoro, empalando al carnívoro más grande y matándolo instantáneamente. Al declarar eliminada la amenaza, Therizinosaurus y Rexy comparten un rugido de victoria mientras el helicóptero de Kayla se aleja volando del santuario.
Al final de la película, Rexy se encuentra brevemente en el santuario de BioSyn junto a otros dos tiranosaurios, y finalmente encuentra una familia propia. Estos dos tiranosaurios resultan ser nada menos que Buck y Doe de Isla Sorna.

## Visión general

### Nombre
El animatrónico fue apodado Roberta en los guiones gráficos de Phil Tippett para la primera película; sin embargo, la película en sí se dirigió a ella como Rexy, un apodo cariñoso que se le dio en la novela original, Jurassic Park: The Game, The Evolution of Claire, y Jurassic World: Camp Cretaceous .

### Diseño
En el canon cinematográfico de Jurassic World, Rexy es un depredador de 13,5 metros de largo (44,3 pies) y 5,5 metros de alto (18 pies) con un esquema de color gris opaco, marrón y algo de naranja con una zona de color de degradación que se ejecuta por el cuello, la espalda y la cola. En la primera película, parecía bastante robusta y musculosa. Después de su pelea con los Velociraptors en la primera película, obtuvo tres grandes cicatrices que bajaban por el lado derecho de su cuello y cara, haciéndola fácilmente reconocible. En la cuarta y quinta película, su apariencia cambió notablemente, las rayas en su espalda se volvieron muy débiles, su piel se tensó y la forma de su cabeza perdió su musculatura. Su cuerpo se volvió más delgado, pero de alguna manera recuperó masa después de la caída de Jurassic World, se volvió más robusta en 2018 y tenía algunas cicatrices más después de su pelea con el Indominus rex. En Jurassic World: Dominion, ella es tan robusta como su apariencia en la película original, las manchas alrededor de sus ojos se han oscurecido considerablemente y las rayas a lo largo de su hocico y espalda también se han oscurecido. Sus brazos se han vuelto más supinados, de apariencia similar al animal real.

### Personalidad
Rexy era el carnívoro más grande que vivía en Isla Nublar; como tal, es una bestia intrépida, audaz, poderosa y dominante que se mueve entre la heroína y la villana, motivada en gran medida por dos objetivos: mantener a los intrusos fuera de su territorio y comerse cualquier presa que encuentre allí. Incluso con más de veinte años mayor, seguía siendo implacable y muy vigorosa. Se la mostró rugiendo y lanzándose al Indominus rex en el primer momento en que lo vio. Ella también parece ser bastante eficiente en el sigilo, ya que tomó completamente por sorpresa al Dr. Grant, Ellie Sattler, Lex y Tim Murphy, y Eli Mills, ya que ninguno de ellos la vio ni la escuchó venir.
En muchas circunstancias, su propio hambre y hostilidad ayudaron involuntariamente a otros, como cuando se alimentó de los Velociraptors que perseguían a Alan Grant, Ellie Sattler, Lex Murphy y Tim Murphy y, por lo tanto, los salvó indirectamente. Además, su fuerza y ferocidad se combinan con una buena dosis de inteligencia, ya que revisó su cerca para ver si funcionaba cuando el saboteador Dennis Nedry apagó toda la energía del parque. Durante su batalla con el Indominus rex, sabía que no debía atacar a Blue después de que Blue la ayudara a derrotar al Indominus porque estaba agotada por la pelea y reconoció la ayuda del terópodo más pequeño. También demostró la capacidad de recordar a ciertas personas y rencores, como se mostró cuando se encontró con Mitch atrapado en una de sus propias trampas después de que él le metió una vara de ganado en la nariz y la electrocutó dolorosamente. No se lo comió de inmediato, pero lo estudió y lo olió durante unos segundos antes de entrecerrar los ojos y rugir antes de proceder a comérselo,  además de nunca intentar atacar a Owen y Claire (con la excepción de cuando lo hicieron). transfusión de sangre con ella, ya que probablemente los vio como una amenaza en ese momento) después de que la ayudaron en su batalla contra el Indominus rex. El alcance de su inteligencia se demuestra una vez más durante su lucha contra el Giganotosaurus, especialmente cuando el Therizinosaurus se unió a la lucha y distrajo al terópodo más grande y poderoso. Aprovechando la distracción y la postura intimidante que tomó el tercer terópodo, Rexy inteligentemente optó por golpear al Giganotosaurus en las garras del herbívoro. No está claro si reconoció a Alan, Ellie e Ian Malcolm durante este encuentro a pesar de haberlos conocido a todos casi treinta años antes y haber estado a punto de matar a Ian. Sin embargo, como señaló Alan, ella no estaba interesada en el grupo de ninguna manera y, en cambio, estaba concentrada en luchar contra el Giganotosaurus, pero aún los estaba protegiendo una vez más.

## Fondo de producción

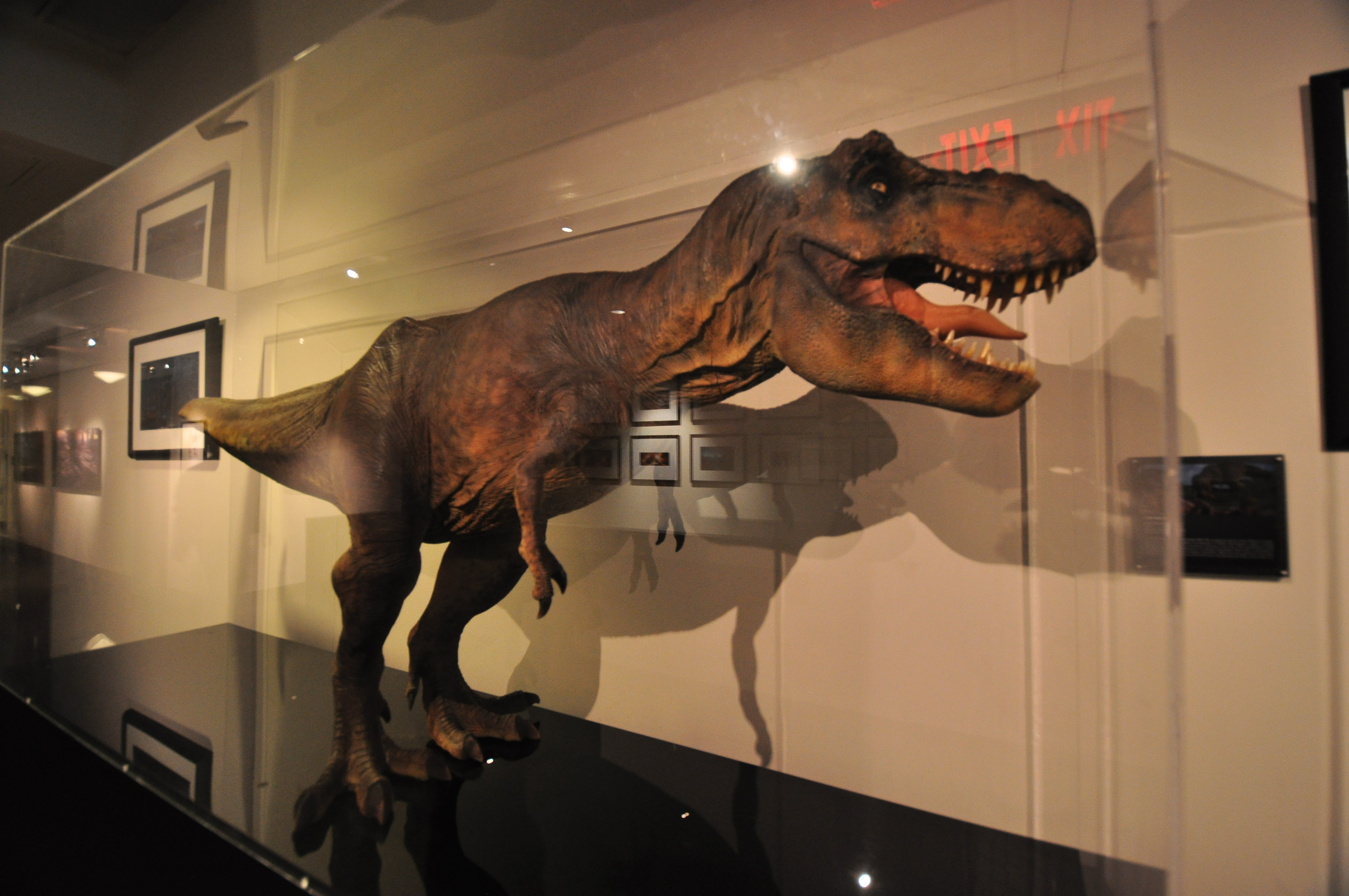

Para la primera película, el equipo de Stan Winston creó un tiranosaurio rex animatrónico que medía 6,1 m (20 pies), pesaba 7900 kg (17 500 libras) y medía 12 m (40 pies) de largo. En ese momento, era la escultura más grande jamás realizada por Stan Winston Studio. El edificio del estudio tuvo que ser modificado para la construcción del animatrónico. El edificio del estudio tuvo que ser modificado para la construcción del animatrónico. Horner lo llamó "lo más cerca que he estado de un dinosaurio vivo". El animatrónico se usó en una escena ambientada durante una tormenta, que muestra a Rexy mientras se libera de su recinto. Filmar la escena fue difícil porque la piel de gomaespuma del animatrónico absorbería agua, lo que haría que el dinosaurio temblara por el peso adicional. Entre tomas, el equipo de Winston tuvo que secar el dinosaurio para continuar con la filmación. El equipo de Winston creó inicialmente una escultura en miniatura de Roberta, que sirvió como referencia para la construcción del animatrónico de tamaño completo. ILM también escaneó la escultura en miniatura en busca de tomas CGI del animal.
Una escena de la película muestra a Rexy persiguiendo un Jeep. El animador Steve Williams dijo que decidió "tirar la física por la ventana y crear un T. rex que se moviera a sesenta millas por hora a pesar de que sus huesos huecos se habrían reventado si corriera tan rápido". En la película, se afirma que se ha registrado que el T. rex corría a una velocidad de hasta 32 millas por hora, aunque los científicos creen que su velocidad máxima real habría oscilado entre 12 y 25 millas por hora. En la novela y su adaptación cinematográfica se afirma que el T. rex tiene visión basada en el movimiento, pero estudios posteriores indican que el dinosaurio tenía visión binocular, como un ave de rapiña . El rugido del T. rex se creó combinando los sonidos de un elefante bebé, un tigre y un caimán.
En la primera película, originalmente se suponía que Rexy sería asesinado. A mitad del rodaje, el director de la película, Steven Spielberg, se dio cuenta de que el tiranosaurio rex era el protagonista de la película y decidió cambiar el guion justo antes de rodar la escena de la muerte. Los cambios dieron como resultado el final final, en el que el T. rex salva sin darse cuenta a los personajes humanos al matar a una manada de velociraptores. Spielberg cambió el final por temor a que el final original, sin el T. rex, decepcionara al público. 
La apariencia física de Rexy en las primeras películas de Jurassic World es contraria a los nuevos descubrimientos sobre el dinosaurio. Para mantener la coherencia, las películas también continuaron representando al dinosaurio con las muñecas apuntando hacia abajo en un ángulo poco natural, mientras que el animal real tenía las muñecas mirando hacia los lados una hacia la otra. El prólogo de Jurassic World Dominion presenta al animal ligeramente cubierto de protoplumas. En respuesta a las críticas de los fanáticos sobre el T. rex que se presenta como débil en las batallas, Trevorrow señaló que este individuo estaría cerca del final de su vida durante las películas de Jurassic World .
tamaño
su tamaño es de 5.9 metros de alto casi tan alto como el spinosaurio de jurassic world campamento cretácico de 13.6 de largo siendo el quinto carnívoro más largo de toda la franquicia y con 9.2 toneladas siendo probablemente el tercer o segundo carnívoro terrestre más pesado de la saga solo superado por Giganotosaurio y Indominus rex y del Spinosaurio del mismo tamaño además de ser el T.rex más grande de la franquicia Jurassic Park/World esta el quinto carnívoro más grande de Jurassic Park/World

## Recepción
Desde el lanzamiento del primer Jurassic Park, Rexy ha sido citado con frecuencia por críticos de cine y profesionales de la industria como uno de los dinosaurios ficticios más icónicos de todos los tiempos. Rafarl Sarmiento de ScreenRant la incluyó en la lista de los mejores dinosaurios de la franquicia de Jurassic Park y afirmó: "El T-Rex es a la vez impresionante y horrible, pero al final del día, es solo un animal (que en realidad existió) cumpliendo su instinto . Sin embargo, tiene un aura de gran espectacularidad, algo que realmente representa el espectáculo que Jurassic Park podría ofrecer".